# Blanques
Blanques is een gehucht in de Franse gemeente Avesnes-en-Val in het departement Seine-Maritime in Normandië.
Het gehucht ligt een kilometer ten zuidwesten van het dorpscentrum van Avesnes.

## Geschiedenis
Op de 18de-eeuwse Cassinikaart zijn hier de plaatsnamen Blanque en Blanquette aangeduid.
Op het eind van het ancien régime op het eind van de 18de eeuw, toen de gemeenten werden gecreëerd, werd de plaats een deel van de gemeente Avesnes (later Avesnes-en-Val genoemd).
Aigumont · Avesnes-en-Val · Blanques · Feuilloy · Maisoncelle · Règnetuit · Saint-Aignan · Villy-le-Haut